# 蒙村 (格劳宾登州)

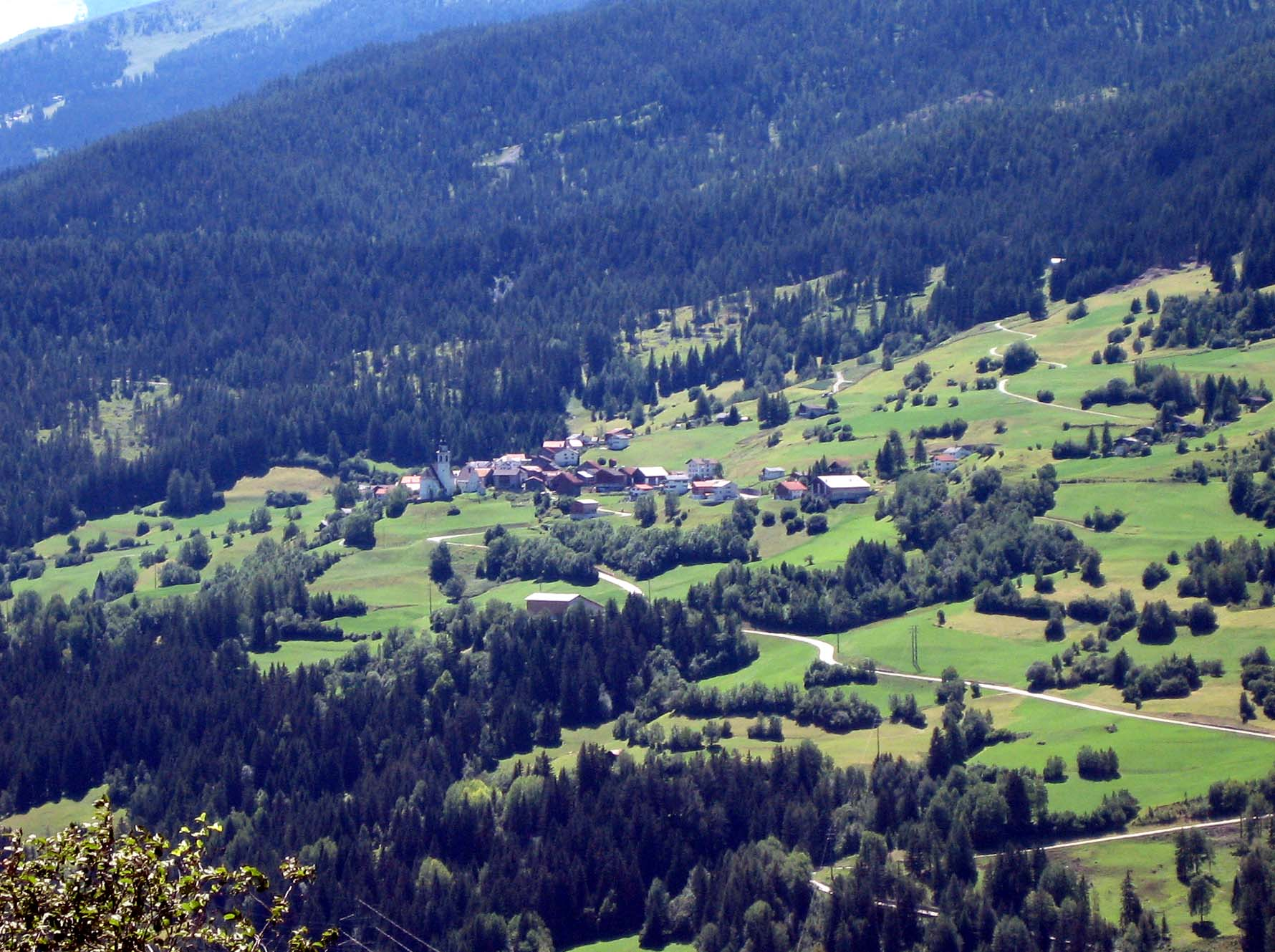

蒙村是瑞士格勞賓登州的旧市镇，位於該國東部，面積8.46平方公里，海拔高度1,231米，2011年人口95，超過一半居民使用羅曼什語，人口密度每平方公里11人。